# Hessisch voetbalkampioenschap 1911/12
In 1911/12 werd het zesde Hessisch voetbalkampioenschap gespeeld, dat georganiseerd werd door de West-Duitse voetbalbond. De competitie van Fulda en Opper-Hessen werden terug bij die van Hessen gevoegd.
VfB 1905 Gießen werd kampioen en plaatste zich voor de West-Duitse eindronde. De club verloor meteen van FC Borussia München-Gladbach. 
Fuldaer Kickers nam de naam FV Fulda aan. 

## A-Klasse
| Plaats | Club                      | Wed. | W | G | V | Saldo | Ptn.  |
| ------ | ------------------------- | ---- | - | - | - | ----- | ----- |
| 1.     | VfB 08 Gießen             | 12   |   |   |   | 22:16 | 18:6  |
| 2.     | Gießener SV 1900          | 12   |   |   |   | 31:18 | 15:9  |
| 3.     | Casseler FV 95            | 12   |   |   |   | 34:21 | 15:9  |
| 4.     | 1. FC Borussia Fulda      | 12   |   |   |   | 23:32 | 13:11 |
| 5.     | VfB 1905 Marburg          | 12   |   |   |   | 20:21 | 10:14 |
| 6.     | 1. Casseler BC Sport 1894 | 12   |   |   |   | 18:31 | 8:14  |
| 7.     | FV Fulda                  | 12   |   |   |   | 16:25 | 5:19  |

|  | Kampioen |